# Гвадалупска фока крзнашица
Гвадалупска фока крзнашица (Arctocephalus townsendi) је врста перајара из породице ушатих фока (Otariidae).

## Распрострањење
Присутна је у следећим државама: Мексико и Сједињене Америчке Државе, уз пацифичку обалу.

## Станиште
Станишта врсте су морски екосистеми.

## Угроженост
Ова врста је на нижем степену опасности од изумирања, и сматра се скоро угроженим таксоном.